# Shannon Walker
Shannon Walker   (Houston, 4 de juny de 1965) és una física estatunidenca i una astronauta de la NASA seleccionada el 2004.
La seva primera missió a l'espai va ser el 25 de juny de 2010 a bord del Soiuz TMA-19, on va passar 163 dies. Va tornar a l'espai per a la seva segona missió de llarga durada el 15 de novembre de 2020, a bord de SpaceX Crew-1, el primer vol operatiu de la sonda espacial Crew Dragon de SpaceX.

## Primera vida i educació
Walker va néixer a Houston, on es va graduar a Westbury High School el 1983. Va estudiar física a la Universitat Rice de Texas i es va graduar amb una llicenciatura en física el 1987.
Walker va començar la seva carrera professional amb la Rockwell Space Operations Company al Johnson Space Center més tard aquell mateix any com a controladora de vol de robòtica per al programa del transbordador espacial. Va treballar diverses missions del transbordador espacial com a controladora de vol al centre de control de missió, incloent STS-27, STS-32, STS-51, STS-56, STS-60, STS-61 i STS-66.
Des del 1990 fins al 1993, Walker va prendre una excedència del Johnson Space Center per assistir a l'escola de postgrau, on la seva àrea d'estudi era la interacció del vent solar amb l'Atmosfera de Venus. Va rebre un Màster en Ciències i un doctorat en Física de l'Espai a la Universitat Rice el 1992 i el 1993.
El 1995 es va incorporar al servei civil de la NASA i va començar a treballar al programa de l'Estació Espacial Internacional (ISS) al Johnson Space Center.
Walker va treballar en la integració de robòtica, treballant amb ISS International Partners per dissenyar i construir el maquinari de robòtica per a l'estació espacial. El 1998 es va unir a la Sala d'Avaluació de la Missió de l'ISS (MER) com a gestora per coordinar la resolució de problemes en òrbita de l'ISS.
El 1999, Walker es va traslladar a Moscou per treballar amb l'Agència Espacial Federal Russa i els seus contractistes en integració d'aviónica i resolució integrada de problemes per a l'ISS. Va tornar a Houston el 2000 i es va convertir en la responsable tècnica de l'ISS MER i en la subdirectora de l'Oficina d'Enginyeria en òrbita. Més tard, es va convertir en gerent en funcions de l'Oficina d'Enginyeria en òrbita.

## Carrera d'astronauta

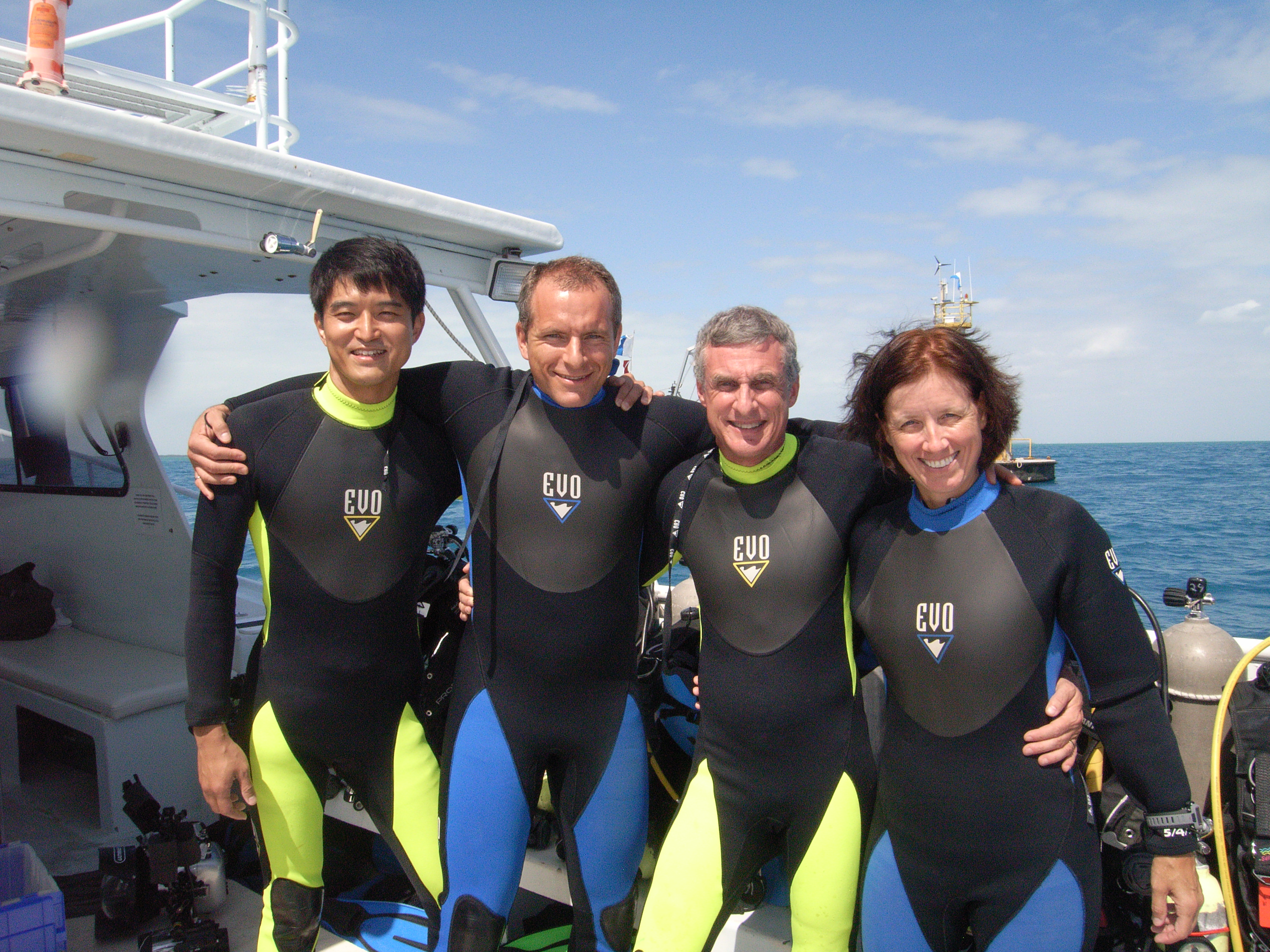
La tripulació NEEMO 15: d'esquerra a dreta: Takuya Onishi, David Saint-Jacques, Steve Squyres, Walker.

El maig de 2004, Walker va ser seleccionat per la NASA com a candidat a astronauta com a part de la 19a classe d'astronautes. Al febrer del 2006, va completar la formació de candidats a astronautes, incloent reunions informatives científiques i tècniques, instrucció intensiva en sistemes de transbordadors i estacions espacials internacionals, entrenament fisiològic, entrenament de vol T-38 i entrenament de supervivència en aigua i a la zona salvatge. La realització d'aquesta formació inicial la va qualificar per a diverses tasques tècniques a l'oficina dels astronautes i futures tasques de vol com a especialista en missió.
El 19 de setembre de 2011, la NASA va anunciar que Walker comandaria la missió d'exploració submarina NEEMO 15 a bord del laboratori subaquàtic Aquarius del 17 al 30 d'octubre de 2011. Retardada pel clima tempestuós i alta mar, la missió va començar el 20 d'octubre de 2011. La tarda del 21 d'octubre, Walker i la seva tripulació es van convertir oficialment en aquanautes, després d'haver passat més de 24 hores sota l'aigua. NEEMO 15 va acabar a principis del 26 d'octubre a causa de l'aproximació de l'huracà Rina.
En 2017 Walker va servir com a suport per a astronauta de la NASA Joe Acaba d'Expedició 53 / 54, i ella mateixa va ser programat per a ser llançat a bord de la Soiuz MS-12 a principis de 2019 i servir en l'Expedició 59 / 60. Va ser retirada del vol i substituïda per Christina Koch molt abans del llançament.
Walker va ser assignat com a còpia de seguretat per a astronauta de la NASA Jeff Williams per a la ISS expedició 21 / 22, que serveix directament com a còpia de seguretat comandant de l'Expedició 22. Després del llançament de l'Expedició 21/22 a la Soiuz TMA-16 al setembre de 2009, Walker va ser assignat a la tripulació principal de l'expedició 24 / 25 de.

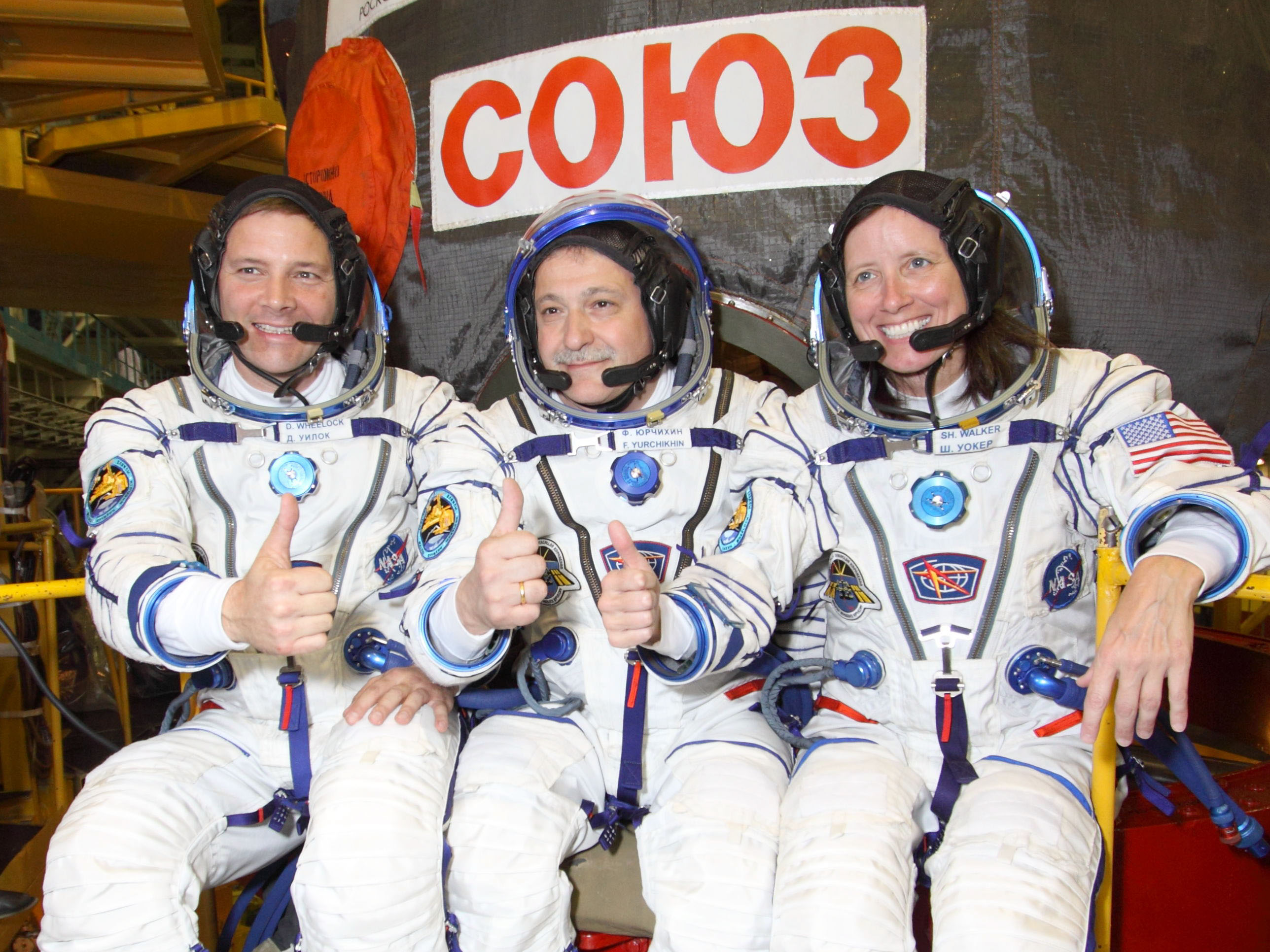
Soiuz TMA-19 Crew (Walker a la dreta) abans del llançament.

El 15 de juny de 2010, Walker va llançar a bord el Soiuz TMA-19, al costat del seu astronauta Douglas Wheelock i del cosmonauta de Roscosmos, Fyodor Yurchikhin. Dos dies després, el trio es va reunir amb la ISS i va acostar-se al mòdul Zvezda, convertint-se oficialment en tripulació de l'Expedició 24. Durant l'expedició 24, Walker i els seus dos homòlegs Soiuz TMA-19 van fer una excursió de 30 minuts a l'interior del seu Soiuz per passar del mòdul Zvezda al nou mòdul Rassvet, que s'havia lliurat a bord del STS-132 durant l'expedició anterior. Els tres es van convertir en els primers membres de la tripulació a atracar amb el nou mòdul.

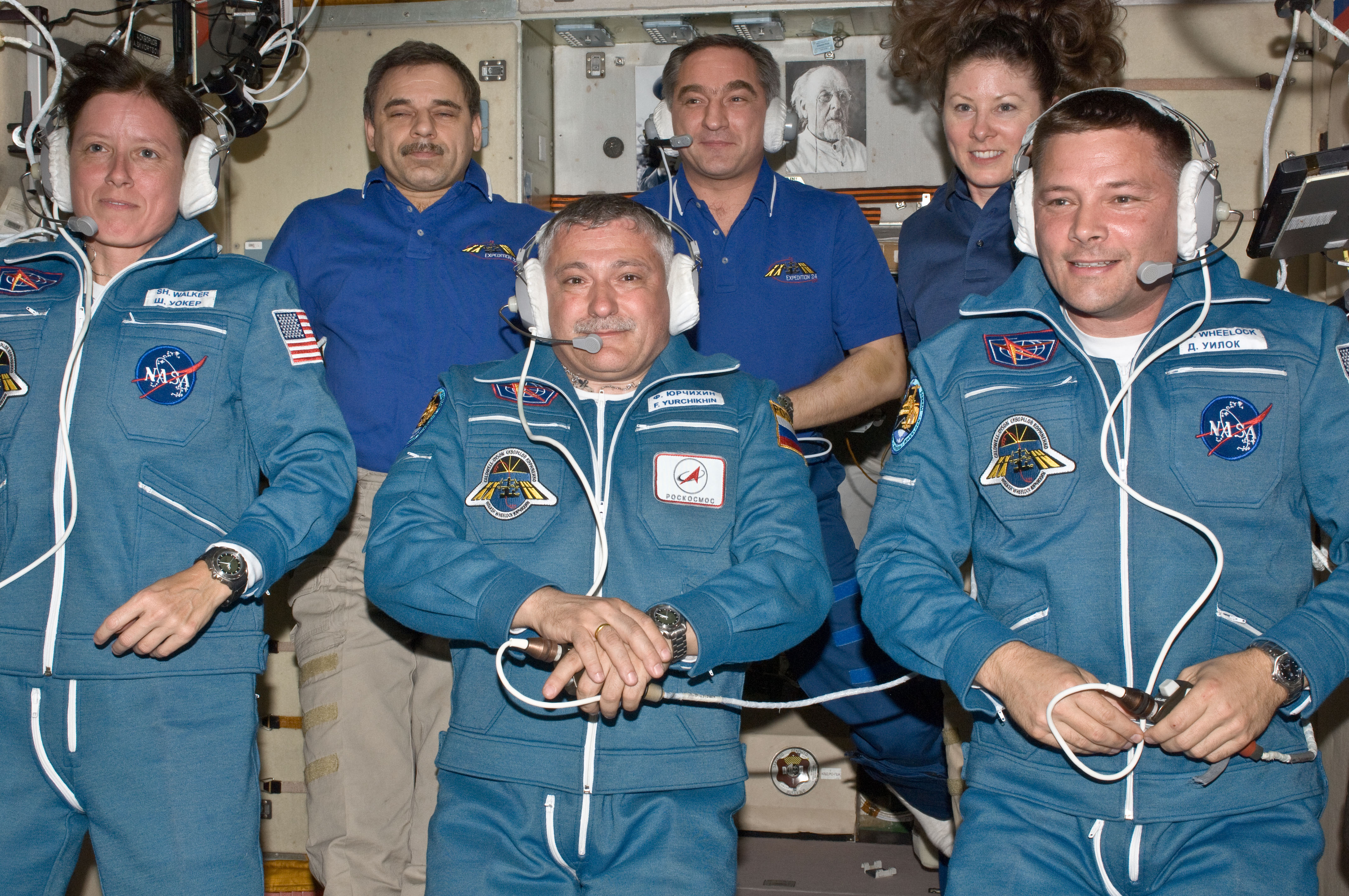
Walker (a la part inferior esquerra) després de la seva arribada a bord de la ISS.

Després de la sortida de la tripulació de Soiuz TMA-18 el 25 de setembre de 2010, Walker i els seus dos companys de tripulació van passar a formar part de l'Expedició 25. Aviat es van unir els tres membres de la tripulació a bord del Soiuz TMA-01M. El 26 de novembre de 2010, Walker, Wheelock i Yurchikin van deixar l'ISS a bord del Soiuz TMA-19 i van començar el seu retorn a casa. Els tres van tornar a la Terra a les 04:46 UTC el 26 de novembre de 2010, 78 quilòmetres d'Arkalyk, Kazakhstan.

### Expedició 64/65
El 31 de març de 2020, la NASA va anunciar que Walker tornaria a l'espai per al seu segon vol espacial a bord de l'USCV-1, el primer vol operatiu de la sonda espacial Crew Dragon de SpaceX i el primer vol operatiu del Programa de tripulació comercial. Walker es va llançar el 15 de novembre de 2020. Actualment està previst que ella i els seus tres companys de tripulació passin fins a 210 dies a bord de l'ISS com a part de l'expedició 64/65.
La tripulació, inclòs Walker com a especialista de la missió, va atracar a la ISS i es va unir a la tripulació de l'Expedition 64 al novembre, al costat de cosmonautes russos, el comandant Sergey Ryzhikov i Sergey Kud-Sverchkov, així com l'astronauta de la NASA Kathleen Rubins. Quan aquests tres abandonin l'estació, prevista actualment per al 18 d'abril de 2021, Walker i els seus tres companys de tripulació es traslladaran a l'Expedició 65, amb Walker prenent el comandament de l'expedició, convertint-se en la tercera dona que ocupa el lloc de comandant de la ISS.

## Premis i distincions
Beques Goethe Institute per estudiar a l'estranger, beca Rice per a estudis de postgrau, premi Rockwell a un rendiment superior sostingut; set premis a la realització de grups per treballar al programa de l'Estació Espacial Internacional (ISS); tres premis Going the Extra Mile per treballar al programa ISS; un premi de sensibilització sobre el vol espacial per contribucions al programa ISS; i nou Premis Bonus a la Performance.
És membre de l'Associació de Propietaris i Pilots d'Aeronaus (AOPA) i de l'Organització Internacional de Dones Pilots de Ninety-Nines.

## Vida personal
Està casada amb un company astronauta de la NASA, Andy Thomas, d'origen australià.
Els interessos recreatius de Walker inclouen cuina, futbol, córrer, musculació, volar, acampar i viatjar.